# 三石城
三石城（みついしじょう）は、岡山県備前市三石にあった日本の城（山城）。岡山県の史跡に指定されている。

## 概要
三石市街地の北側にある標高291mの天王山山頂に位置する中世の連郭式山城である。最上部に本丸、一段下に二の丸、更に一段下に三の丸がある。三の丸端には石垣が認められる。三の丸北の一段低い部分に馬場曲輪がある。馬場曲輪の北に大手門があり石垣が残存している。本丸北には堀切があり堀切を隔てて出丸の鶯丸がある。

## 歴史
『太平記』によれば鎌倉時代終末期の1333年（元弘3年/正慶2年）に三石保地頭の伊東大和二郎が南朝方に加勢し居館の背後にある天王山に城を築いたことに始まると伝えられている。大和二郎は西国から六波羅救援に向かう北朝方に対抗した。南北朝時代の1336年（建武3年/延元元年）には九州へ敗走する足利尊氏が家臣の石橋和義に守備を命じ新田義貞の追撃軍を足止めした。
赤松則祐が備前守護となると浦上宗隆が守護代となり1365年（貞治4年/正平20年）三石城に入城した。以後、室町時代から戦国時代にかけて概ね浦上氏の居城となった。
1441年（嘉吉元年）嘉吉の乱が起こる。赤松氏当主の赤松満祐は室町幕府6代将軍足利義教を暗殺し、山名持豊（宗全）を主力とする幕府軍に居城を攻撃され自害した。これにより備前は山名氏の配下となった。1467年（応仁元年）応仁の乱に乗じて満祐の甥・赤松政則が備前守護となり主家の守護復帰に尽力した浦上則宗も守護代に復帰した。政則の死後、則宗は養嗣子の赤松義村に家督を相続させ赤松氏の中で権勢を振るうようになり、次第に赤松家中で対立を深めていった。
則宗の2代後の当主・村宗の代になり主家との対立が決定的となる。1519年（永正16年）村宗は三石城に籠城し、赤松義村は三石城を包囲した。しかし浦上方は包囲軍を敗走させた。1521年（大永元年）には義村を幽閉し殺害した。こうして浦上氏は戦国大名となった。
村宗の嫡子・政宗が本城の室山城主、次男の宗景が三石城主となった。宗景は兄との不和から1554年（天文23年）播磨国境より離れた天神山城を築いて移り、三石城は放棄された。

## 画像

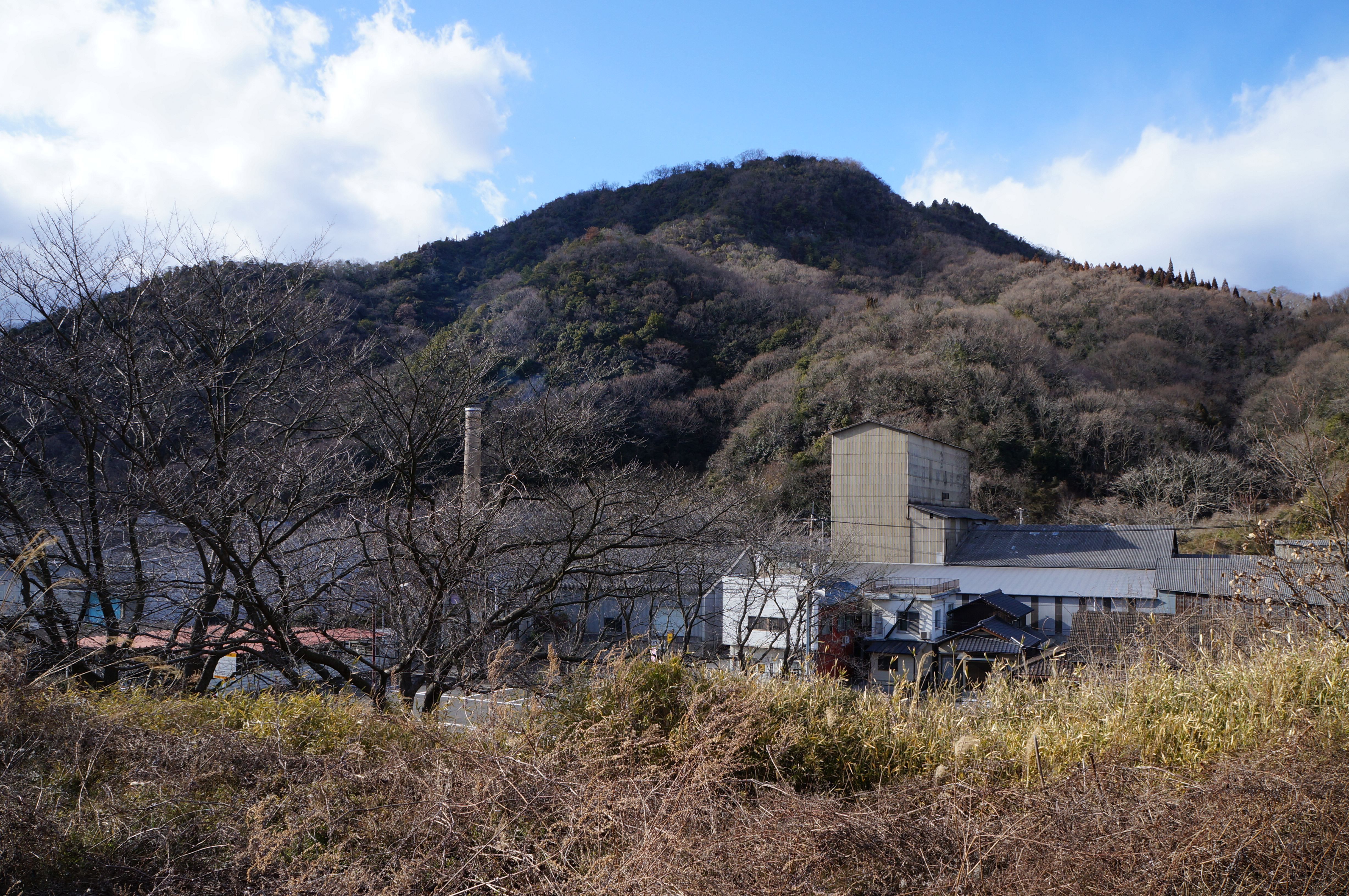
城山
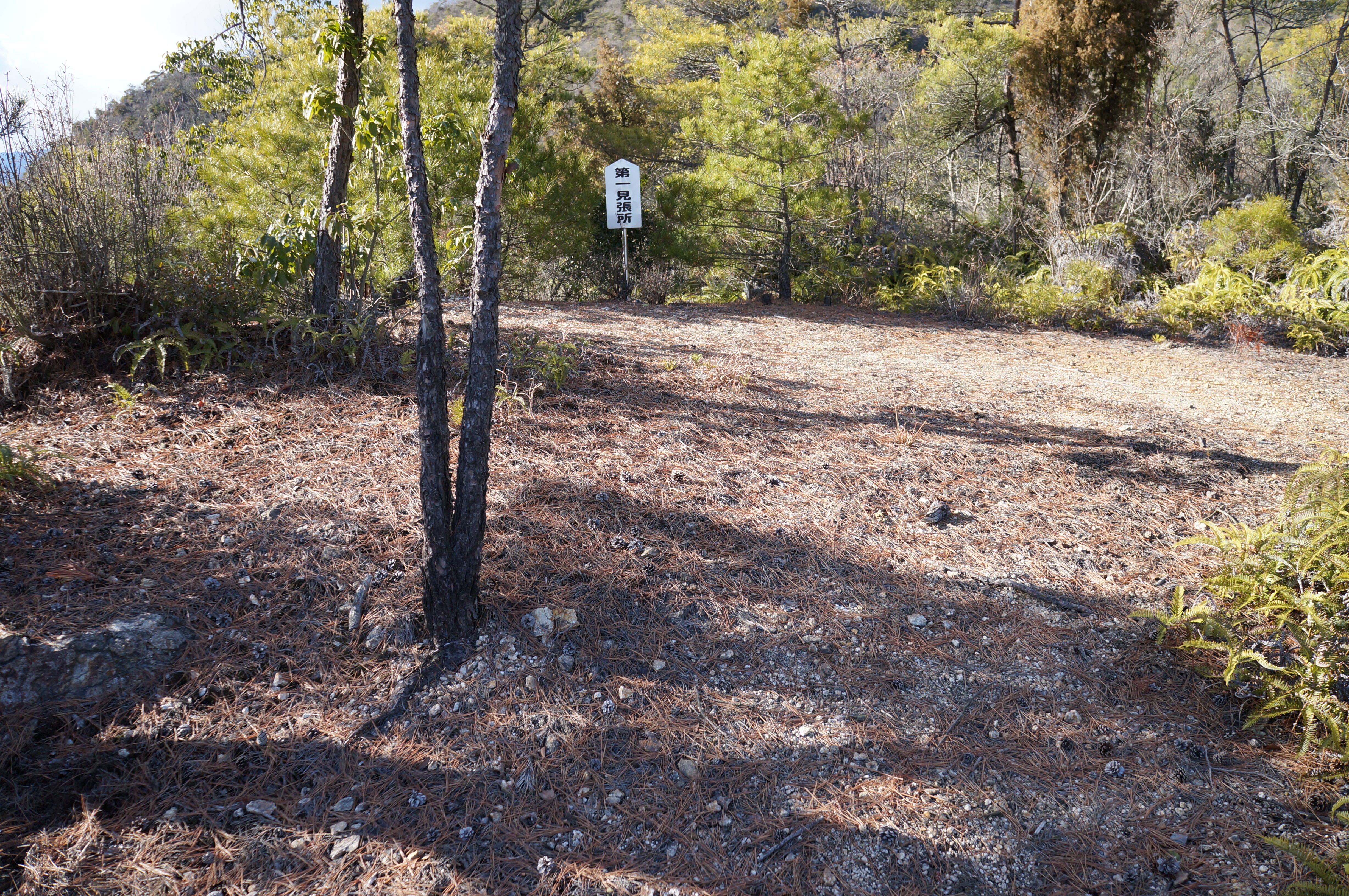
第一見張所
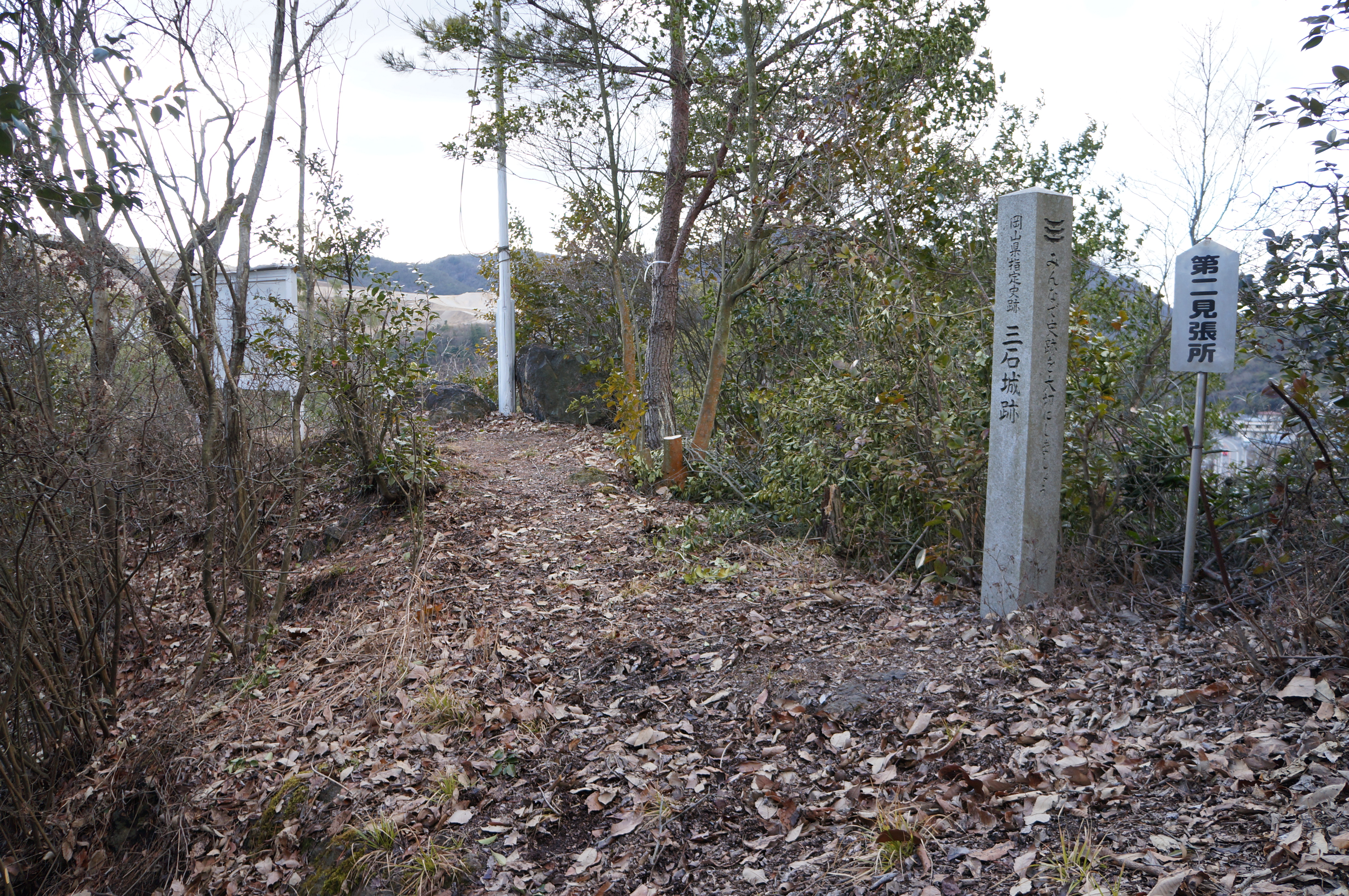
第二見張所
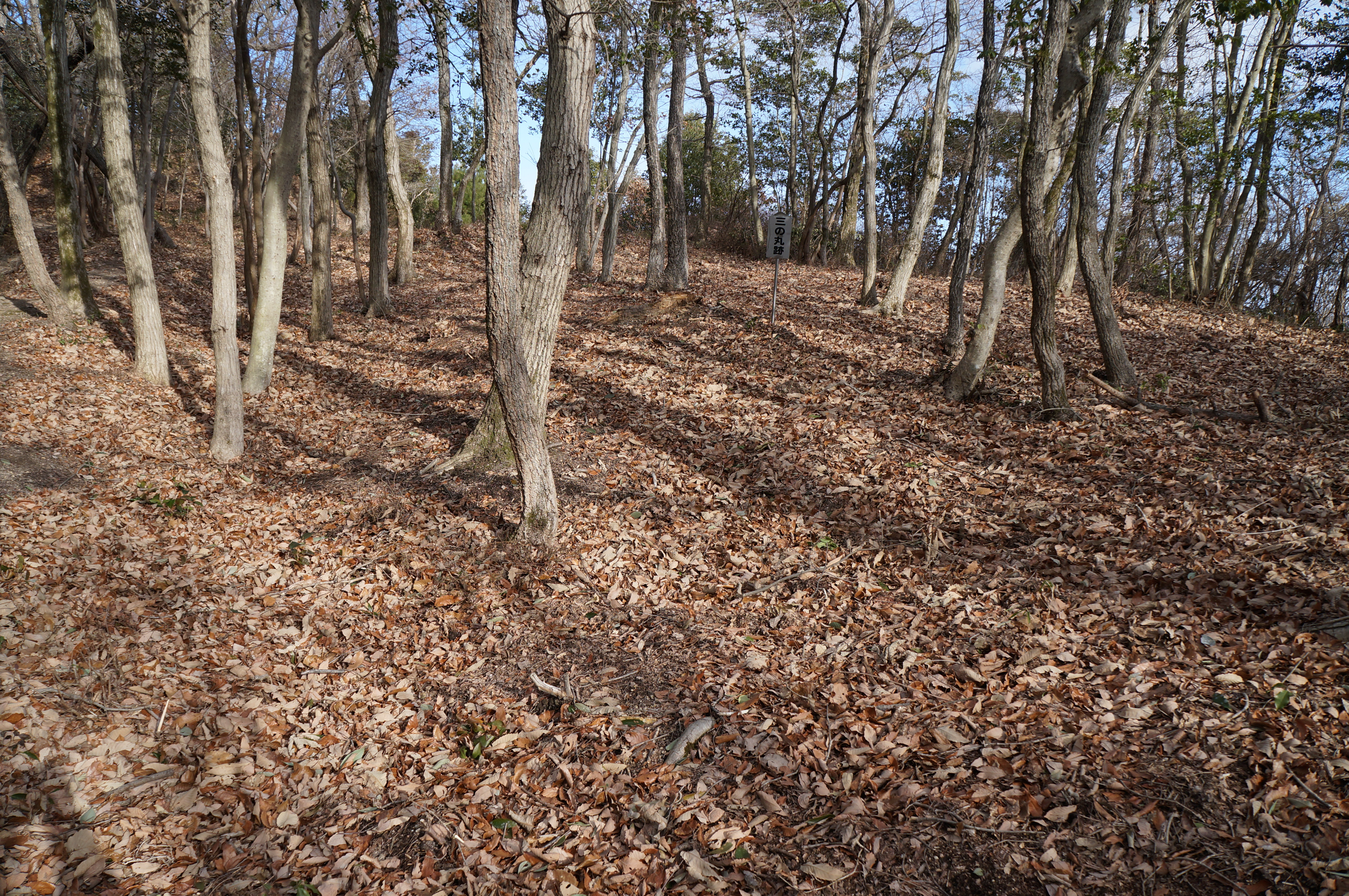
三の丸跡
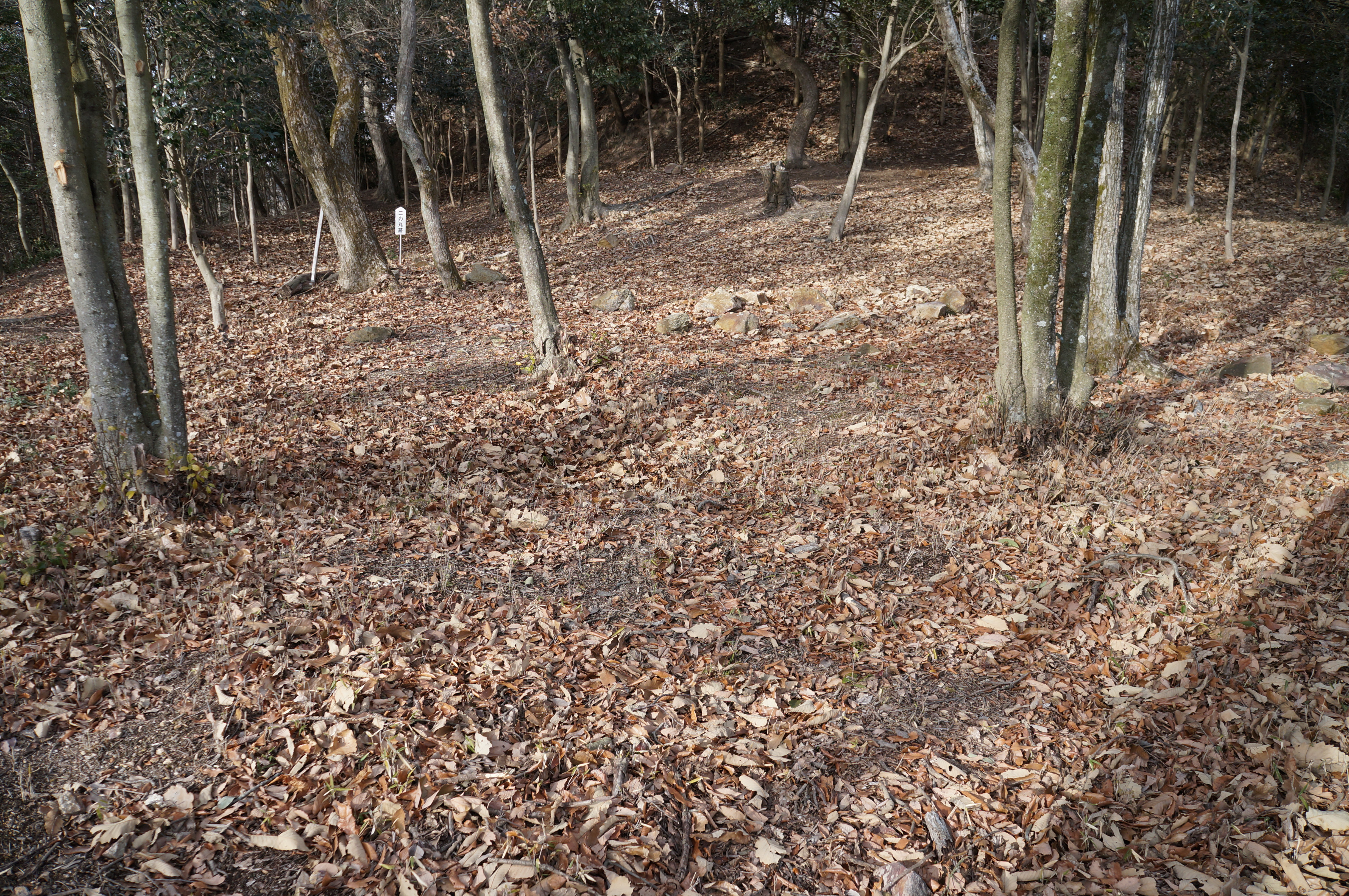
二の丸跡
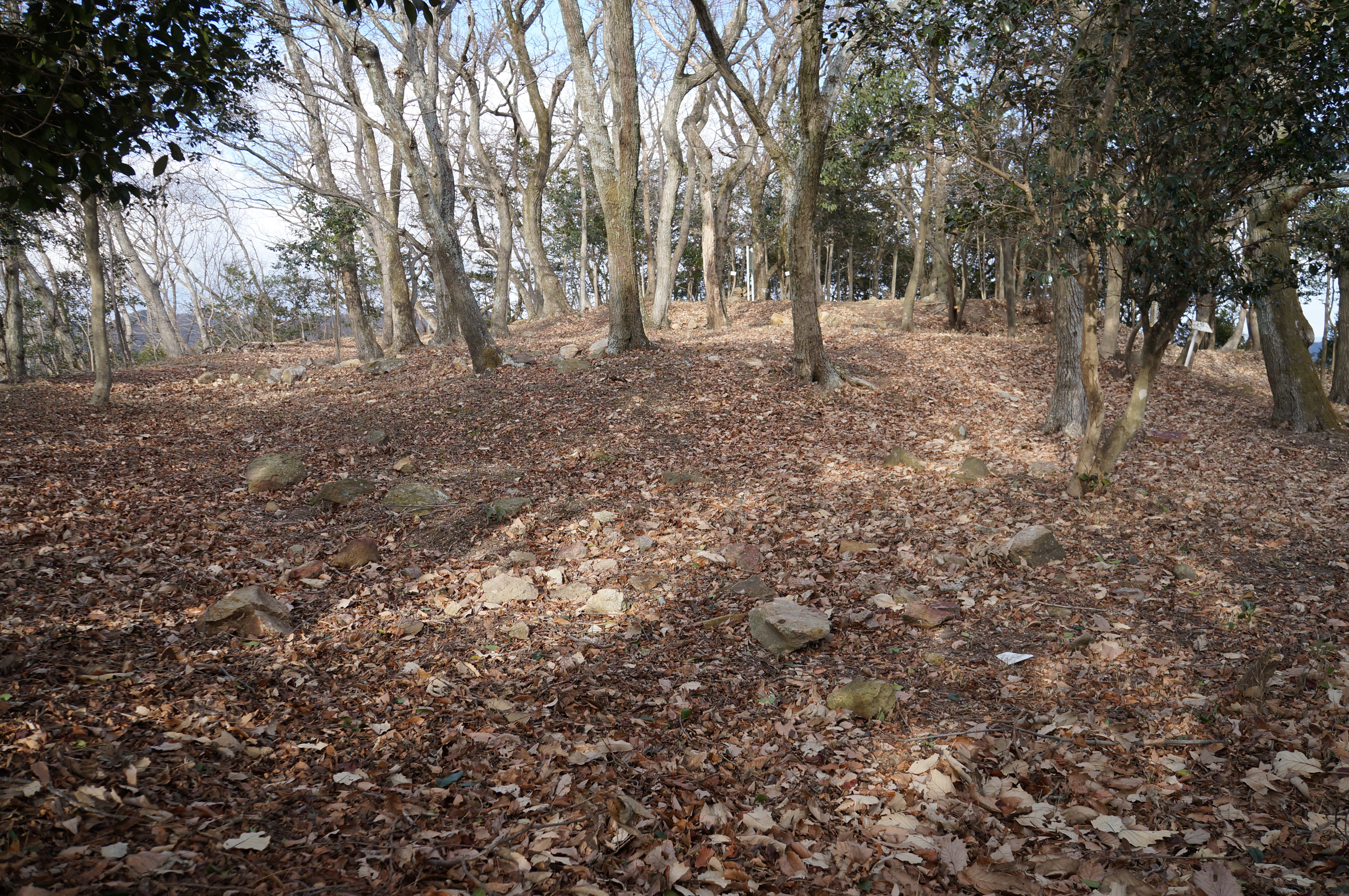
本丸跡
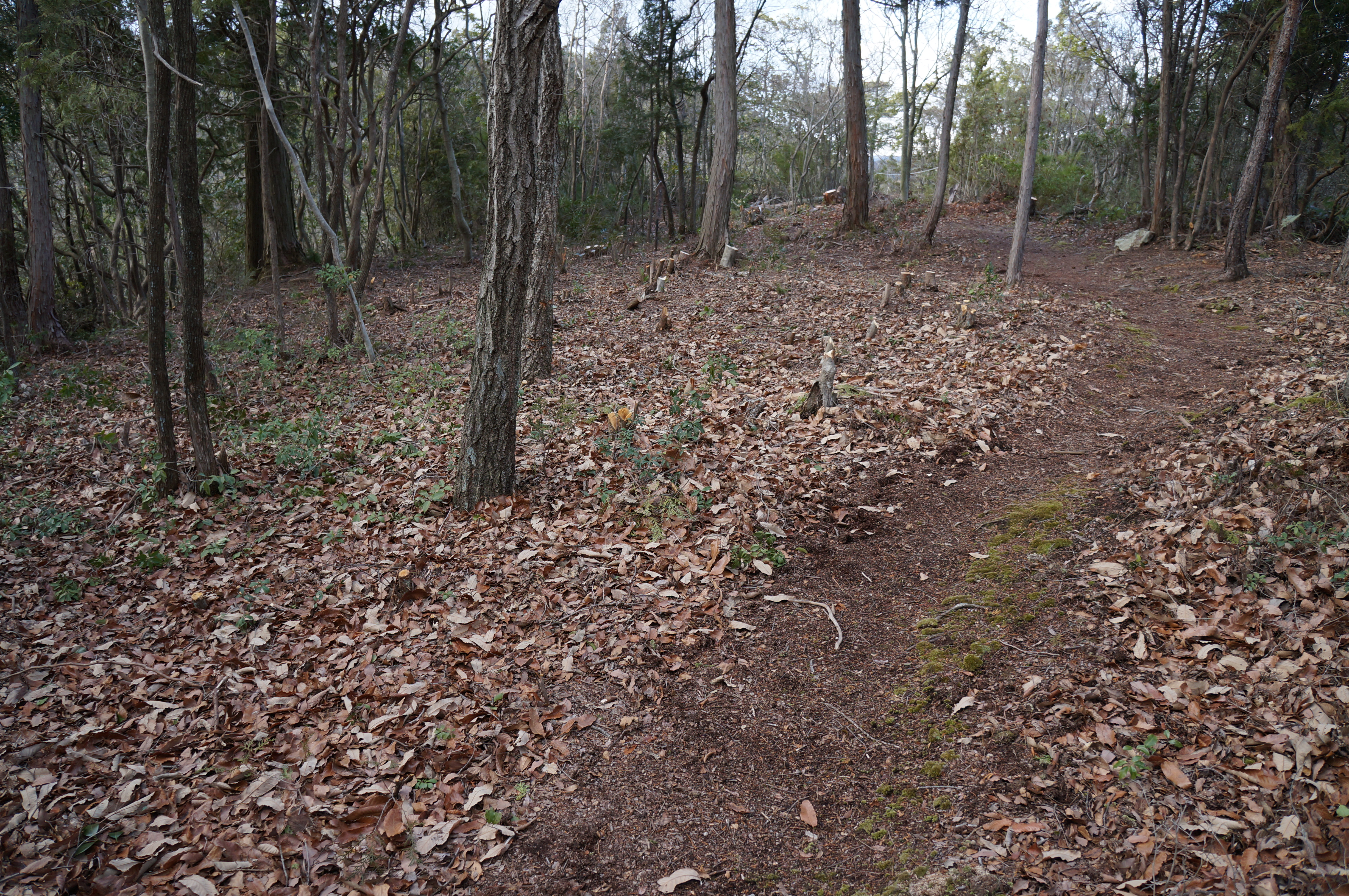
鶯丸（出丸）跡
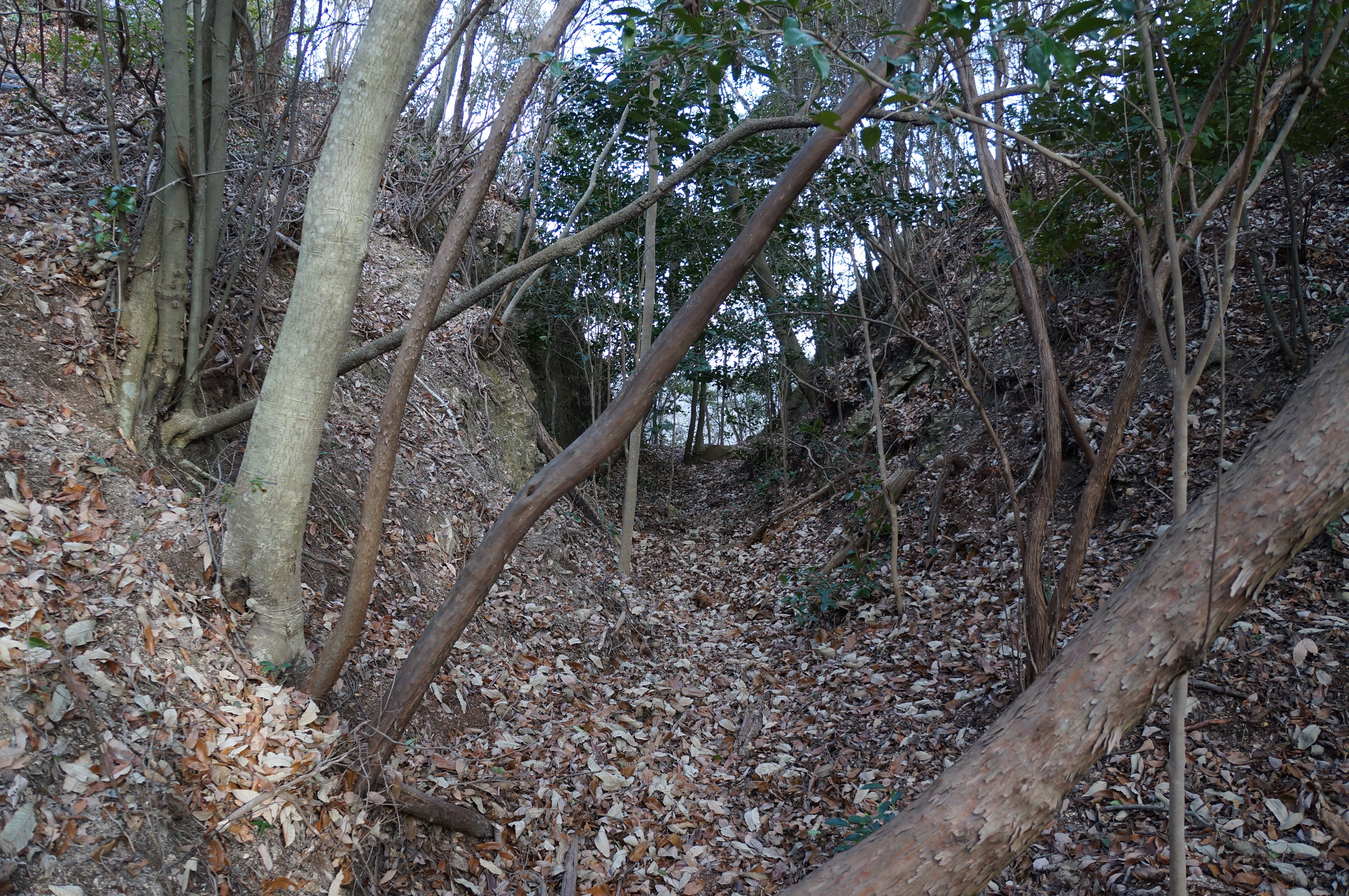
堀切